# Tayma (Kabylie)
Pour les articles homonymes, voir Tayma (homonymie).
 (septembre 2018).
- Si vous ne connaissez pas le sujet, laissez ce bandeau (vous pouvez alors contacter les auteurs).
- Si vous supprimez le contenu mis en cause (vous pouvez préalablement contacter les auteurs),

argumentez précisément cette suppression dans la page de discussion
(un manque de référence n'est pas un argument ; une recherche réelle de référence doit avoir été effectuée, être formellement documentée).
 (février 2018).
Si vous disposez d'ouvrages ou d'articles de référence ou si vous connaissez des sites web de qualité traitant du thème abordé ici, merci de compléter l'article en donnant les références utiles à sa vérifiabilité et en les liant à la section « Notes et références ».
Tayma (en kabyle : Thayma N Sidi Mhand G Heddadh ou Thayma N'Ath U Heddadh; administrativement Tagma) est l'un des villages de la commune de Feraoun (anciennement « Amacine »), dans la wilaya de Béjaïa en Algérie.
Le village abrite la première maison installée par l'aïeul, le saint patron Sidi-M'hand Aheddad et le mausolée de son fils, le saint Sidi El-Massaoud, cet endroit nommé Thaqrabth Laàzib et aussi le mausolée de son petit fils Mohand Oulhadj au Mosquée  Sidi-M'hand Aheddad, exactement au-dessous la salle de prière des femmes.

## Localisation
Ce village est situé à 5 km à l'est du chef-lieu et à 50 km de Béjaïa.
Le village Tayma n'ath Ouheddad est situé dans la région Amacine en Kabylie. Il est délimité à l'est par les Ait Khateb (villages Tizi et Tifritine), au sud par L'inser[Quoi ?], à l'ouest par les villages de Feraoun et d'Aqentas et au nord par les deux rivières, à droite la Ighzer n'Tayma et à gauche celle de Thighzerat n'Tayma, qui les sépare de ces villages.

## Population
Le village a connu une croissance significative en ce qui concerne la population post-coloniale, passant d'environ 400 habitants en 1962 à plus de 1300 habitants en 2018. Le village de Tayma est connu pour sa forte proportion de migration interne et externe, avec approximativement 95 % de la population vivant à l'extérieur du village[réf. nécessaire].
La population est répartie comme suit : la ville de Béjaïa (et ses environs) représente 80 % des habitants, comprenant tant les émigrés que les touristes étrangers au moment des vacances. Au moins 837 personnes natives du village ont émigré en France, soit l'équivalent de 60 % de la totalité de sa population.
Certains se sont aussi établis à Alger, près de 10 % de la population.  

## Villages et familles liées à Tayma n'ath ouhaddad
Ces familles sont originaires de ce village :
- Le village Hammam Sillal : même aïeul, Sidi-M'hand Aheddad (Sidi-M'hand g heddad)
- Famille Baziz (iba'zizen) au village Ait Sidi Ali, commune Barbacha (Ibarbachen)
- Famille Baziz (iba'zizen) au village Bir (Bir Iwahranien), commune de Kendira
- Famille Heddadi au village Tizi commune Feraoun
- Famille DJohri au village Tifritine commune Feraoun
- Famille Cheurfa Cherfa
- Famille Bazizen (iba'zizen) au niveau de la Wilaya  Annaba
- Famille Rahmani (ait lhachemi)  au niveau de la ville de Béjaïa.
- Famille Heddadi au village Thakhlicht (Iguer oueslen),commune Ibarbachen (Barbacha)
- Village Thakhlicht (Iguer oueslen) par la fille de Sidi-M'hand Aheddad, commune Ibarbachen (Barbacha)

## Toponymie
Selon ses habitants, les taymas descendent du même aïeul. L'origine de tayma est le mot berbère, TAYMAT, qui signifie « la fraternité ».
Ce mot berbère, Tayma ou Tagma, aurait comme racine Th-Yyema (croître), utilisée dans tous les pays amazighs, pour désigner des endroits à emplacement privilégié fertile avec un couvert végétal dense.

## Transports
Le village est relié par la route wilayale no 35.